# Love & Hate (Michael Kiwanuka)
Love & Hate è il secondo album in studio del cantautore britannico Michael Kiwanuka, pubblicato nel 2016.
La traccia Cold Little Heart fa parte della colonna sonora della serie TV Big Little Lies - Piccole grandi bugie, mentre la traccia Love & Hate fa parte della colonna sonora della serie TV Giri / Haji - Dovere / Vergogna.

## Tracce
1. Cold Little Heart – 9:57
2. Black Man in a White World – 4:18
3. Falling – 4:16
4. Place I Belong – 4:47
5. Love & Hate – 7:07
6. One More Night – 3:53
7. I'll Never Love – 2:45
8. Rule the World – 5:42
9. Father's Child – 7:05
10. The Final Frame – 4:59